# 纳瓦尔敦
纳瓦尔敦，是西班牙阿拉贡自治区萨拉戈萨省的一个市镇。 总面积25平方公里，总人口55人（2001年），人口密度2人/平方公里。